# Aliaster
Aliaster is een geslacht van uitgestorven zee-egels uit de familie Schizasteridae.

## Soorten
- Aliaster lovisatoi (Cotteau, 1895) † Laat-Mioceen (Tortonien), Sardinië.
- Aliaster insignis (Pomel, 1887) † Laat-Mioceen, Marokko.
- Aliaster cotteaui (Wright, 1855) † Laat-Mioceen, Malta, Noord-Afrika.
- Aliaster jourdyi (Peron & Gauthier, 1891) † Plioceen, Algerije.
- Aliaster almerai (Lambert, 1906) † Mioceen, Sardinië.
- Aliaster aichinoi (Checchia Rispoli, 1927) † Midden-Mioceen, Libië.